# Туп, Ричард
Ричард Туп (англ. Richard Toop; 1945, Чичестер — 19 июня 2017) — австралийский музыковед

 британского происхождения, специалист по новейшим течениям в академической музыке.

## Биография
Окончил Университет Халла (1967), занимался также в Дартингтонской летней школе, где читали лекции, в частности, Лучано Берио, Луиджи Ноно и Витольд Лютославский. С 1969 года слушал лекции на Дармштадтских курсах новой музыки, где сблизился с Карлхайнцем Штокхаузеном, в 1973—1974 годах был его ассистентом в Кёльнской Высшей школе музыки. С 1975 года жил и работал в Сиднее, преподавал в Сиднейской консерватории, возглавляя её музыковедческое отделение. Был приглашённым лектором на регулярных Международных курсах композиции и интерпретации музыки К. Штокхаузена в г. Кюртен.
Автор биографии Дьёрдя Лигети (1999), широко использующей материал личных бесед с композитором. Подготовил (совместно с Джеймсом Боросом) издание собрания статей Брайана Фернихоу (1995), перевёл на английский язык биографию Штокхаузена, написанную музыковедом Михаэлем Курцем. Автор ряда статей в последних изданиях Музыкального словаря Гроува.
Основные публикации
1. Toop R. Four Facets of the New Complexity // Contact no.32. 1988. 4-50 p.
2. Toop R. Messiaen/Goeyvaerts, Fano/Stockhausen, Boulez // Perspectives of New Music. 13, no.1. 1974. 141-69 p.
3. Toop R. Six Lectures from the Stockhausen Courses Kürten 2002. Kürten, 2005. 216 p.